# Homologni kromosom
Homologni kromosomi su kromosomi koji su međusobno slični po vanjskim osobinama.
Homologni kromosom se nalazi u paru kod tjelesnih stanica organizama koji su nastali oplodnjom od dvaju roditelja, odnosno jedan je od oca, drugi od majke.
Uparuju se u mejozi, u profazi I, u podfazi zigotenu (konjugacija). Homologni su kromosomi priljubljeni jedan uz drugog u podfazi pahitenu cijelom svojom duljinom. Sparene homologne kromosome nazivamo bivalentima. Budući da se svaki kromosom sastoji od dvije kromatide, zbog čega je dvostruk, spareni kromosomi tvore snopove koji ukupno imaju četiri kromatide koje zovemo kromosomske tetrade. Između konjugiranih kromosoma događa se pojava izmjena djelova kromatida koju nazivamo crossing over koji se može dogoditi na hijazmama - mjestima gdje su se ispreplele kromatide konjugiranih kromosoma. U metafazi I spareni (konjugirani) homologni kromosomi nalaze se u središnjoj ravnini. Homologni se kromosomi odvajaju u anafazi I.
Jedan od uvjeta da bi par kromosoma bio homologan je da moraju imati pričvrsnicu na istome mjestu.
Na homolognim kromosomima nalaze se alelni (homologni) geni.
Ploidnost organizma označuje broj homolognih kromosoma u kromosomu.
Razlika homolognih kromosoma i sestrinskih kromatida sastoji se u tome što su homologni kromosimi dvije različite kopije kromosoma koje nasljeđuju diploidni organizmi poput ljudi, po jedan od svakog roditelja, dok su sestrinske kromatide dvije istovjetne kopije kromosoma.